# Liste der Monuments historiques in Châtenois-les-Forges
Die Liste der Monuments historiques in Châtenois-les-Forges führt die Monuments historiques in der französischen Gemeinde Châtenois-les-Forges auf.

## Liste der Objekte
| Bezeichnung                 | Beschreibung                       | Standort                        | Kennzeichnung | Schutzstatus | Datum | Bild |
| --------------------------- | ---------------------------------- | ------------------------------- | ------------- | ------------ | ----- | ---- |
| Kanzel                      | Holz, 17. Jahrhundert              | in der Kirche St-Étienne (Lage) | PM90000016    | Classé       | 1960  |      |
| Zwei Beichtstühle           | Holz, bemalt, 18. Jahrhundert      | in der Kirche St-Étienne (Lage) | PM90000230    | Inscrit      | 1995  |      |
| Instrumentalteil der Orgel  | Eichenolz und Zinn, 1859           | in der Kirche St-Étienne (Lage) | PM90000019    | Classé       | 1980  |      |
| Wandvertäfelung             | Holz, 19. Jahrhundert              | in der Kirche St-Étienne (Lage) | PM90000232    | Inscrit      | 1995  |      |
| Taufbecken                  | Holz, bemalt, 18. Jahrhundert      | in der Kirche St-Étienne (Lage) | PM90000231    | Inscrit      | 1995  |      |
| Kelch und Patene            | Silber, vergoldet, 19. Jahrhundert | in der Kirche St-Étienne (Lage) | PM90000234    | Inscrit      | 1995  |      |
| Monstranz                   | 19. Jahrhundert                    | in der Kirche St-Étienne (Lage) | PM90000238    | Inscrit      | 1995  |      |
| Orgelprospekt               | Eichenholz, 1859                   | in der Kirche St-Étienne (Lage) | PM90000018    | Classé       | 1977  |      |
| Gesamte Orgel               | siehe oben                         | in der Kirche St-Étienne (Lage) | PM90000401    | Classé       | 1977  |      |
| Kelch und Patene            | Silber, vergoldet, 18. Jahrhundert | in der Kirche St-Étienne (Lage) | PM90000233    | Inscrit      | 1995  |      |
| Kelch und Patene            | Zinn, 18. Jahrhundert              | in der Kirche St-Étienne (Lage) | PM90000235    | Inscrit      | 1995  |      |
| Skulptur Madonna mit Kind   | Holz, 17. Jahrhundert              | in der Kirche St-Étienne (Lage) | PM90000017    | Classé       | 1960  |      |
| Kelch                       | Zinn, 18. Jahrhundert              | in der Kirche St-Étienne (Lage) | PM90000236    | Inscrit      | 1995  |      |
| Kelch und Ziborium          | Zinn, 18. Jahrhundert              | in der Kirche St-Étienne (Lage) | PM90000237    | Inscrit      | 1995  |      |
| Zwei Teller und zwei Gefäße | Silber, 19. Jahrhundert            | in der Kirche St-Étienne (Lage) | PM90000239    | Inscrit      | 1995  |      |